# جنگل ورسکلا

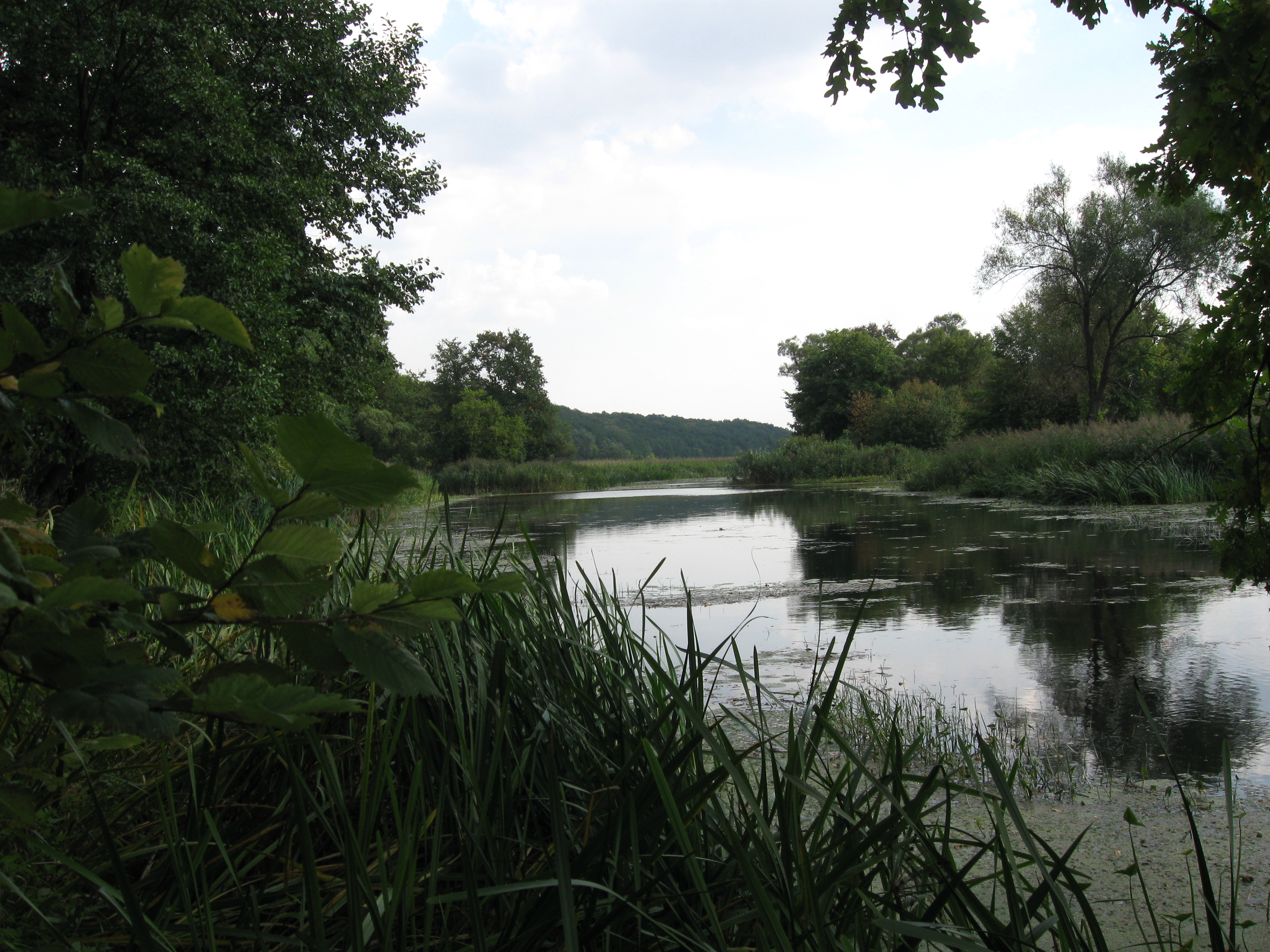
ورسکلا

جنگل ورسکلا (на Ворскле) در استان بلگورود روسیه واقع شده است. این جنگل بخشی از منطقه حفاظت‌شده طبیعی بلوگوریه (Sapowednik) است.
این منطقه در سمت راست بالای رودخانه وُرسکلا، بین رودخانه‌های وُرسکلا و گوتنیا قرار دارد. مساحتی بالغ بر ۱٬۰۳۸ هکتار (۲٬۵۶۰ جریب فرنگی) پوشش می‌دهد. از نظر جغرافیایی، این منطقه متعلق به بخش جنوبی منطقه جنگلی-استپی است. این ذخیره‌گاه طبیعی از شمال غربی با روستای کراسنی کوتوک، از جنوب شرقی با بوریسوکا و از شمال و جنوب و غرب با وُرسکلاتال هم‌مرز است. در ساحل چپ وُرسکلا، روستای دوبینو (Landsgemeinde Belenkoje) قرار دارد. قلمرو خود جنگل بخشی از جامعه روستایی کریوکوو است.

## جغرافیا
لبه‌های غربی، شمال غربی و جنوبی، تراس‌های رودخانه‌ای و دامنه‌های رودخانه‌های ووسکلا و لاکنیاتال را تشکیل می‌دهند. بلندترین نقطه در جنگل با ۲۱۷ متر (۷۱۲ فوت) در قسمت شمال شرقی جنگل واقع شده است. پایین‌ترین نقطه (۱۳۷ متر (۴۴۹ فوت)) در وورسکلاتال واقع شده است. از میان جنگل، آبراه‌های کوچک متعددی عبور می‌کنند که در این منطقه «جار» نامیده می‌شوند.
در جنگل هیچ چشمه و آبراهی وجود ندارد، اگرچه جنگل در آغاز بهار، پس از ذوب شدن برف‌ها، کاملاً مرطوب است و جویبارهایی در ته دره‌ها جاری می‌شوند. رودخانه‌های وورسکلا، گوتنجا و لوکنیا در امتداد لبه جنگل به مسافت ۱۰ تا ۹۰۰ متر (۳۳ تا ۲٬۹۵۳ فوت) جریان دارند. .
در قلمرو جنگل هیچ برکه طبیعی وجود ندارد. فقط در منطقه حفاظت‌شده ذخیره‌گاه طبیعی، در وُرسکلاتالوئه، مرداب‌های کوچکی وجود دارد. در قرن بیستم، برکه‌هایی در کلوستررونسه ساخته شد که سدهای آنها از آب ذوب برف عبور می‌کرد. فقط یک برکه در بالای دره باقی ماند.

## خاک‌ها
خاک‌های جنگل در وُرسکلا بر روی مواد مادری مختلف، به ویژه روی خاک لوم که در نیمه شرقی جنگل یافت می‌شود، توسعه یافته‌اند. در قسمت شمال غربی جنگل، ماسه‌های آبرفتی قدیمی نقش دارند. آنها در تراس‌های رودخانه‌ای گوتنجا و لوکنیا توزیع شده‌اند. در لبه جنوبی و جنوب شرقی جنگل، یک خاک رس شنی الیگوزانیشر، سنگ مادر رایج است. در برخی از نقاط قسمت جنوبی جنگل، خاک رس زنگ‌زده‌ای بیرون می‌آید. خاک رس شنی الیگوزانیشه و خاک رس زنگ‌زده، مواد اولیه تشکیل خاک هستند، جایی که فرسایش، خاک رس را از بین برده است. در زیر خاک رس الیگوزانیشه، سنگ‌هایی از کرتاسه وجود دارد که در سطح جنگل ظاهر نمی‌شوند.
در اینجا ۲۰ نوع خاک مختلف از هم متمایز شده‌اند. آنها از نظر درجه پودسولیزاسیون و محتوای هوموس متفاوت هستند. تمام طبقات جنگل در وورسکلا بر اساس طبقه‌بندی خاک روسیه از سال ۱۹۷۷ در مورد انواع خاک‌های جنگلی خاکستری هستند. طبق طبقه‌بندی خاک یو اس دی ای، آنها به آلفی سولز تعلق دارند، پس از طبقه‌بندی خاک آلمانی اگر به عنوان لوویسولز طبقه‌بندی شده باشند.

## تاریخچه
تا قرن هفدهم، جنگل وُرسکلا بخشی از یک جنگل بلوط یکپارچه بود که در امتداد ساحل راست بالای رودخانه وُرسکلا امتداد داشت. این جنگل به عنوان یک مانع طبیعی در برابر غارت تاتارها مورد استفاده قرار می‌گرفت؛ بنابراین، قطع درختان در جنگل‌ها اکیداً ممنوع بود. با این حال، در پایان قرن هفدهم، تهدید تاتارها کاهش یافته بود.

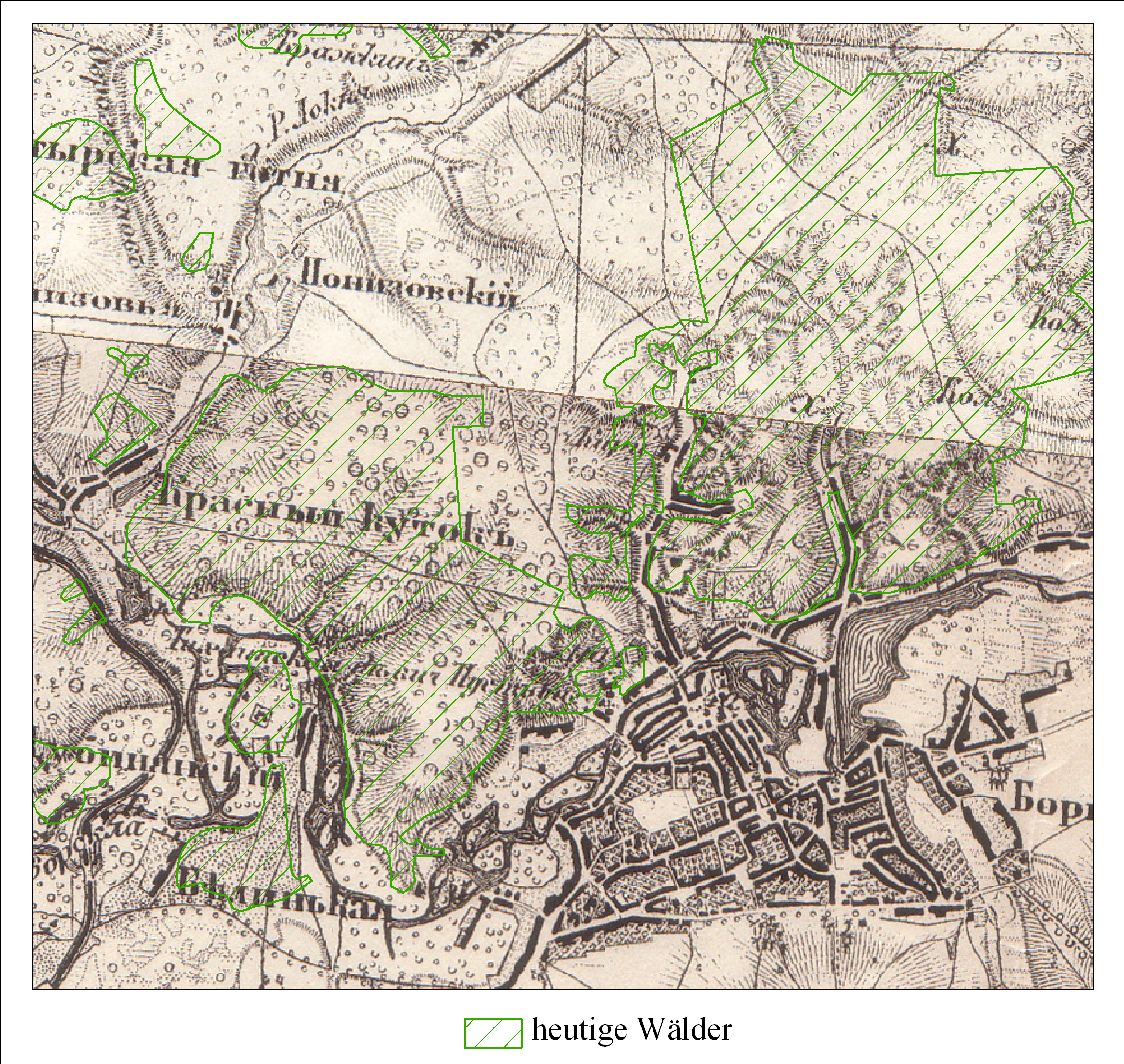
جنگل در قرن ۱۸–۱۹

در اوایل قرن هجدهم، جنگل‌ها طبق مقررات پیتر اول از قطع شدن محافظت شدند. در سال ۱۷۰۱، جنگل‌زدایی در امتداد رودخانه‌ها ممنوع شد، سپس در سال ۱۷۰۳، این ممنوعیت به رودخانه‌های کوچک نیز گسترش یافت. این فرمان شامل ممنوعیت چرای دام و قطع درختان بلوط، کاج، افرا و نارون با ضخامت تنه بیش از ۵۴ سانتیمتر (۲۱ اینچ) از قطع درختان کنار گذاشته شدند.
در سال ۱۷۰۵، این جنگل متعلق به کنت بوریس شرمتف بود که یک منطقه حفاظت‌شده و شکارگاه ایجاد کرد. در سال ۱۷۱۴، کنت شرمتف یک صومعه در بوریسوفکا در حاشیه جنگل تأسیس کرد که امروزه یک منطقه حفاظت‌شده طبیعی است.
در دهه‌های ۱۸۸۰ و ۱۸۹۰ اولین جنگل‌زدایی عمده در بخش چهارم جنگل و در بخش شمالی بخش دهم رخ داد. جنگل‌زدایی تا قرن بیستم ادامه یافت.
پس از انقلاب اکتبر، جنگل‌های وورسکلا در معرض خطر قطع درختان از سال ۱۹۱۷ قرار گرفتند و چراگاه‌ها و باغ‌های سبزیجات در آنها ایجاد شد. حیوانات بومی بزرگتر تقریباً ناپدید شدند.
این به عهدهٔ حشره‌شناس مالیشف افتاد که جنبشی را برای نجات جنگل آغاز کند. او جنگل وورسکلا را از زمان قبل از انقلاب می‌شناخت، زمانی که به عنوان دانشجو در آنجا تحقیقات حشره‌شناسی انجام می‌داد. در سال ۱۹۱۹ او درخواست‌هایی را به مقامات مختلف نوشت. او همچنین در مجلس مردمی ساکنان بوریسوفکا حضور یافت و برای حفاظت از جنگل‌ها در مدارس و کتابخانه‌های روستا تبلیغات انجام داد. تلاش‌های او موفقیت‌آمیز بود و پس از تأسیس ایستگاه روانشناس باغ وحش (در سال ۱۹۲۲)، جنگل در سال ۱۹۲۴ به یک ذخیره‌گاه طبیعی تبدیل شد. مالیشف حفاظت از جنگل‌ها را سازماندهی کرد. تحقیقات علمی در ذخیره‌گاه طبیعی آغاز شد، موزه تاریخ طبیعی تأسیس شد. در مجلات علمی روسی و آلمانی اولین مقاله در مورد جنگل وورسکلا منتشر شد. با این حال، مالیشف در دوران ژوزف استالین مورد آزار و اذیت سیاسی قرار گرفت و از سمت خود در منطقه حفاظت‌شده برکنار شد و در سال ۱۹۳۴، مالیشف به لنینگراد منتقل شد.
در سال ۱۹۳۴، کنترل جنگل به دانشگاه لنینگراد منتقل شد. در طول جنگ جهانی دوم، این جنگل به اشغال آلمانی‌ها درآمد که ده‌ها هزار درخت را قطع کردند. در طول نبرد کورسک، خندق‌هایی در جنگل حفر شد که باعث فرسایش خاک شد و تا به امروز نیز آثار آن قابل مشاهده است.
در سال ۱۹۹۴، منطقه حفاظت‌شده دانشگاه سن پترزبورگ به وزارت منابع طبیعی واگذار شد. امروزه، منطقه‌ای به مساحت ۱۶۰ هکتار (۴۰۰ جریب فرنگی)، تنها جنگلی با درختان بلوط ۳۰۰ ساله است که در بخش اروپایی اتحاد جماهیر شوروی سابق باقی مانده است.

## نگارخانه

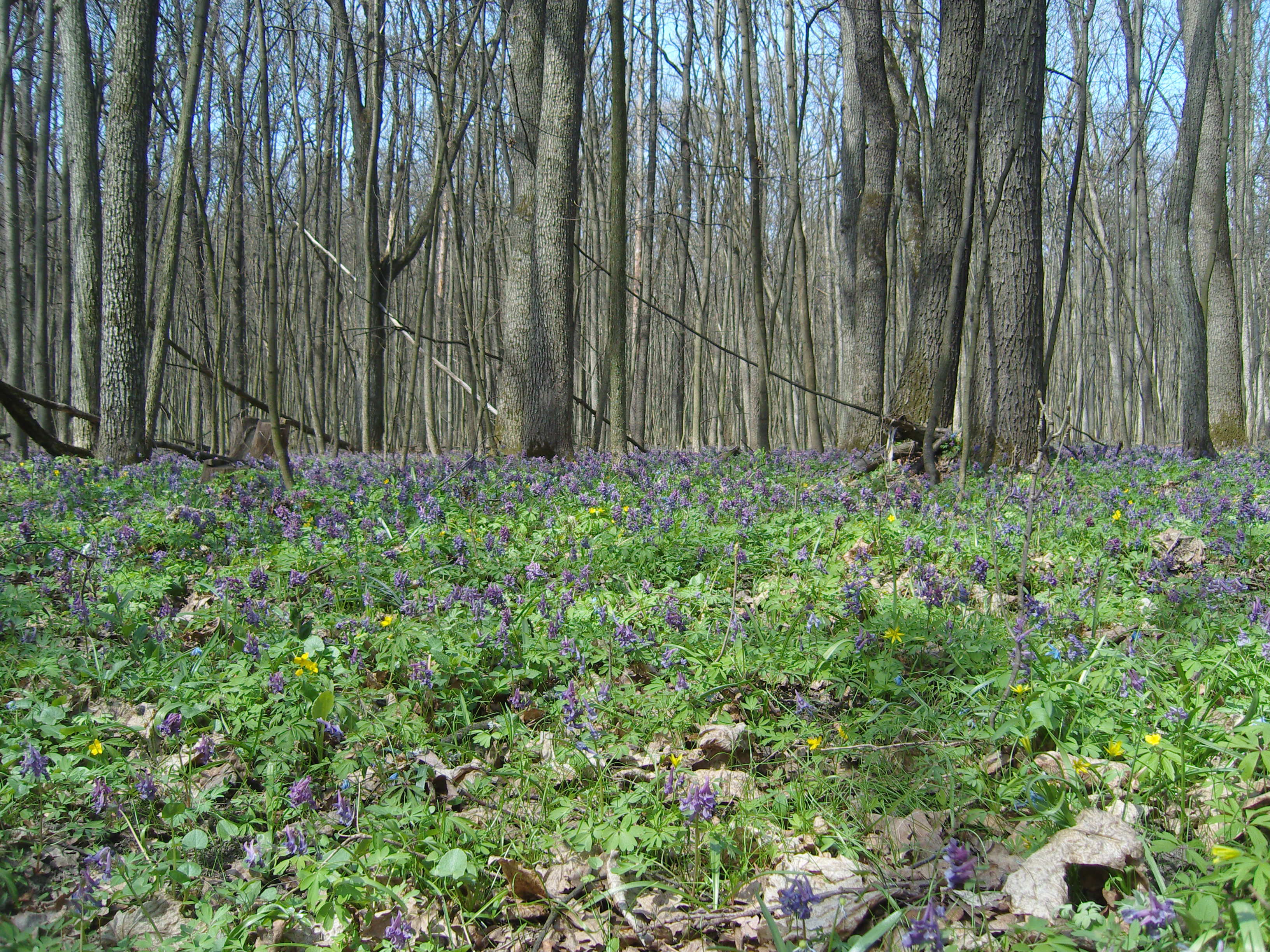
بلوط در جنگل ورسکلا
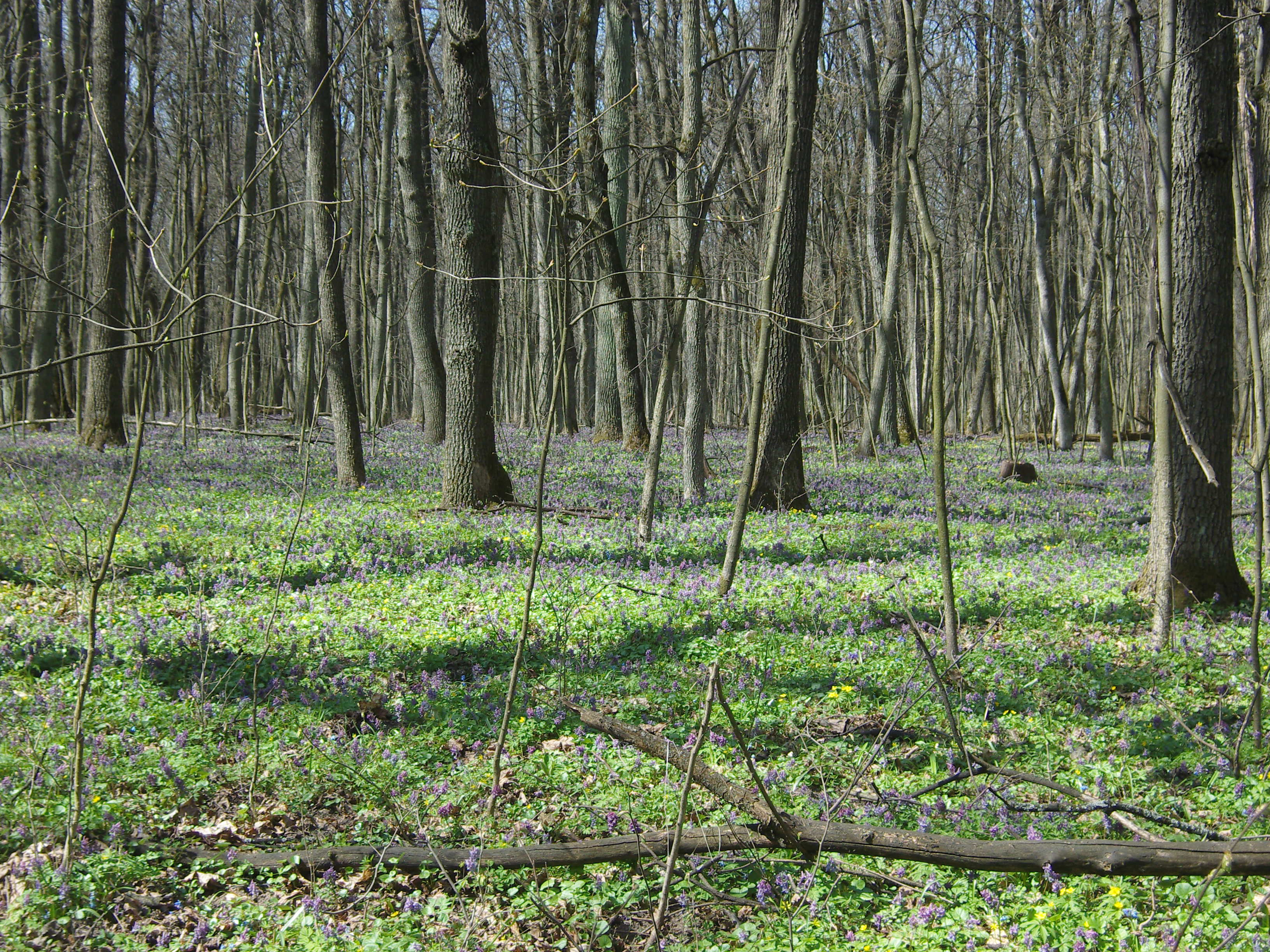
جنگل ورسکا
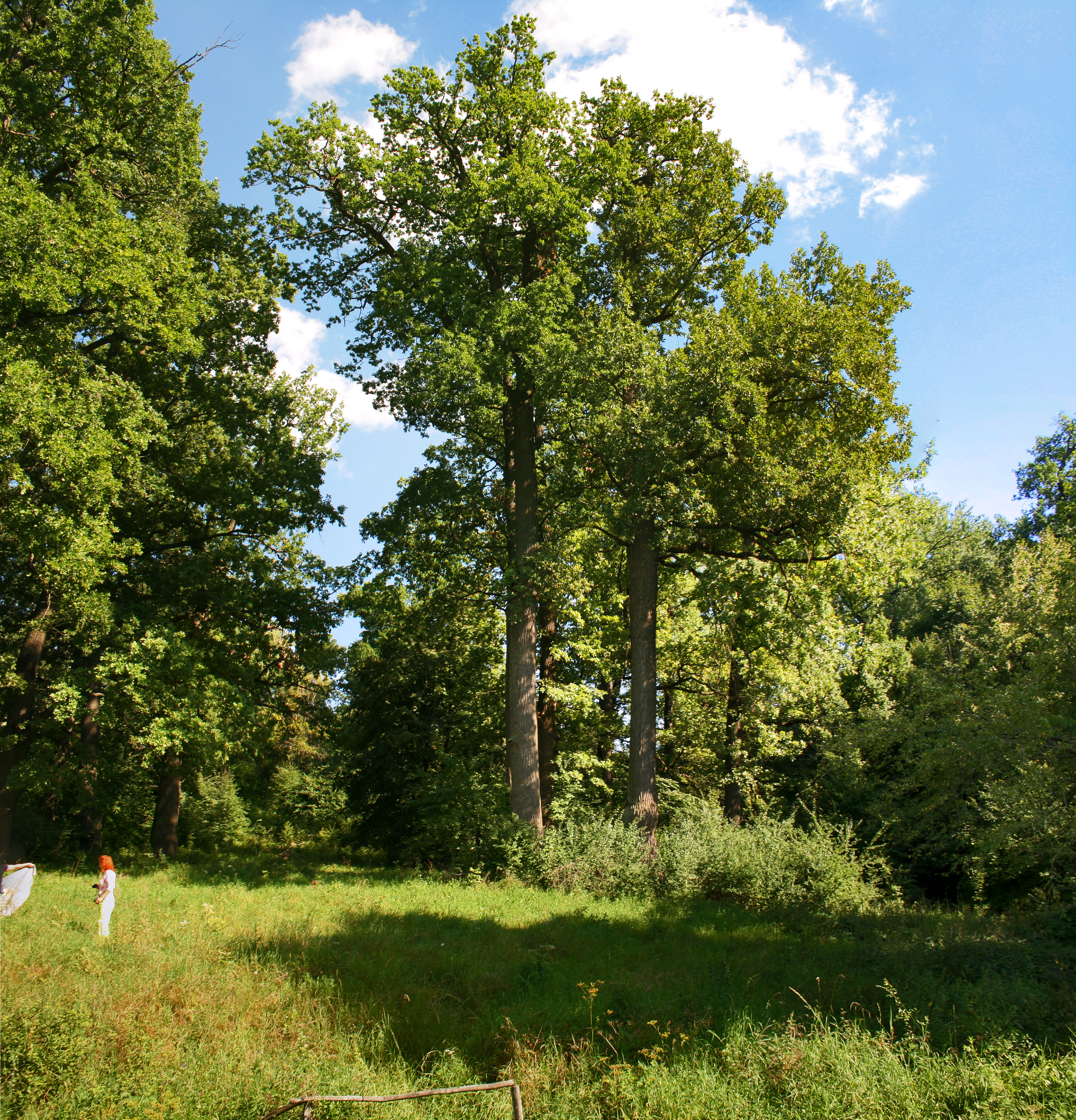
جنگل ورسکا (تابستان)
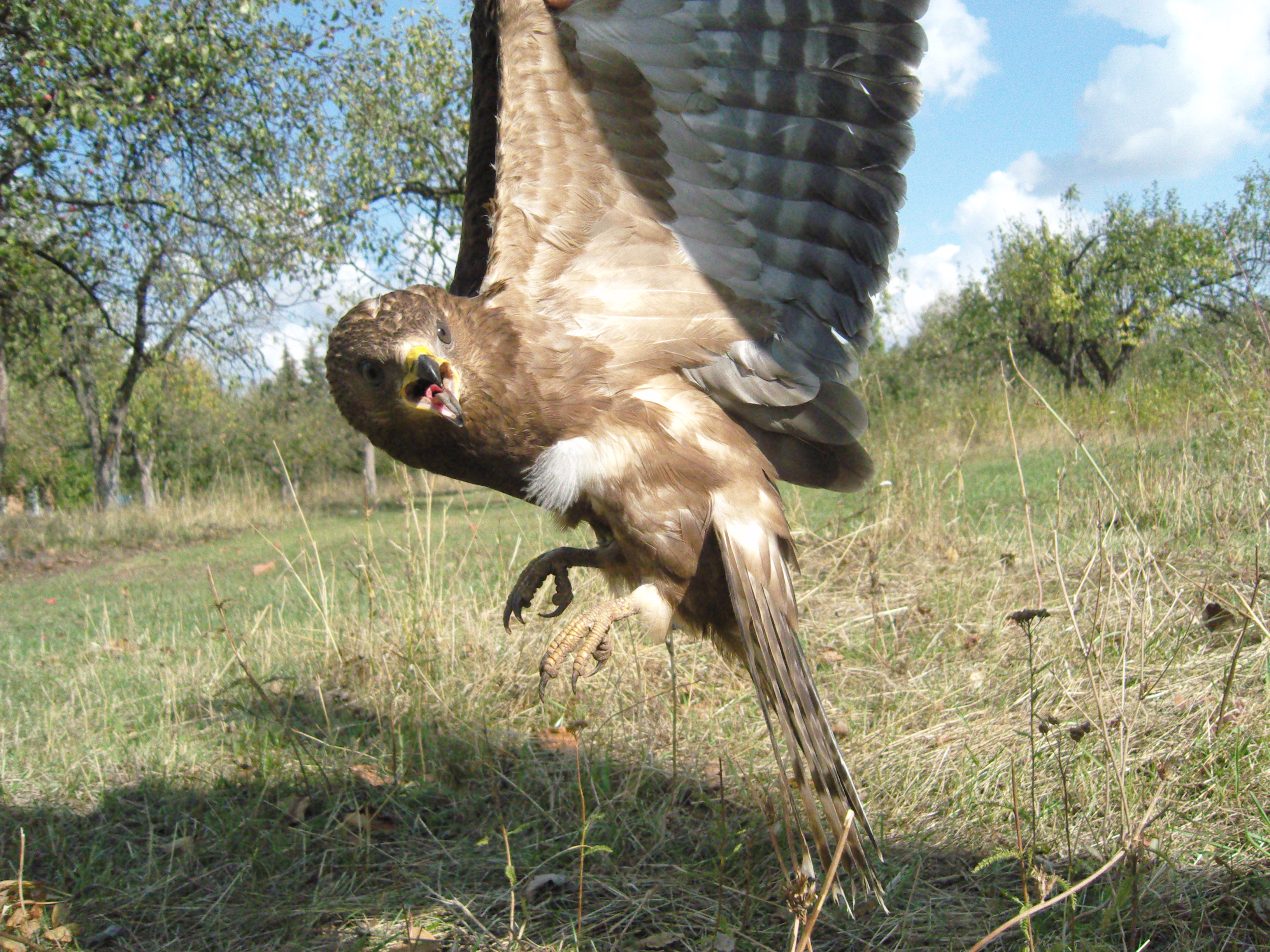
جانوران در منطقه حفاظت‌شده
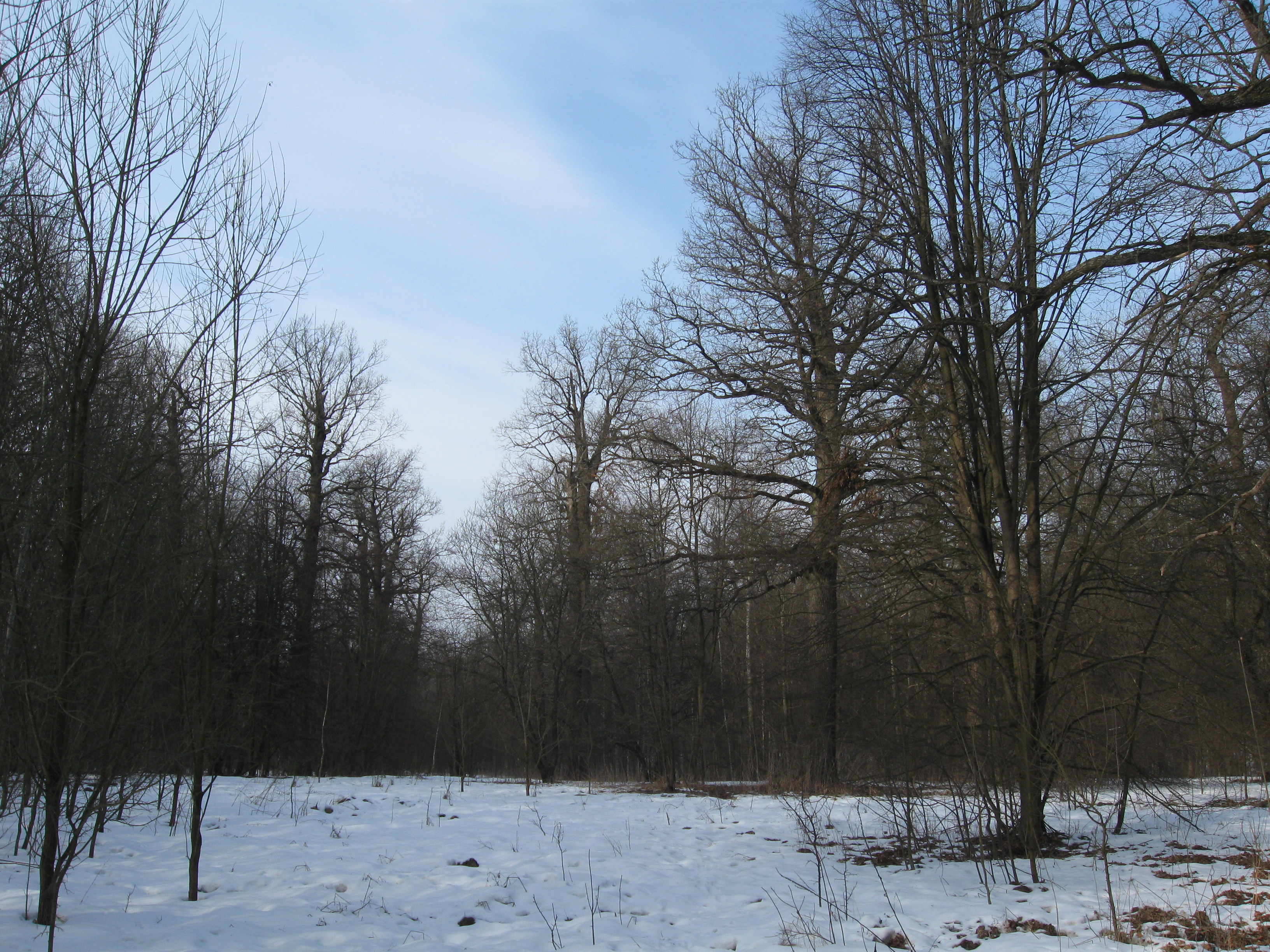
جنگل در زمستان
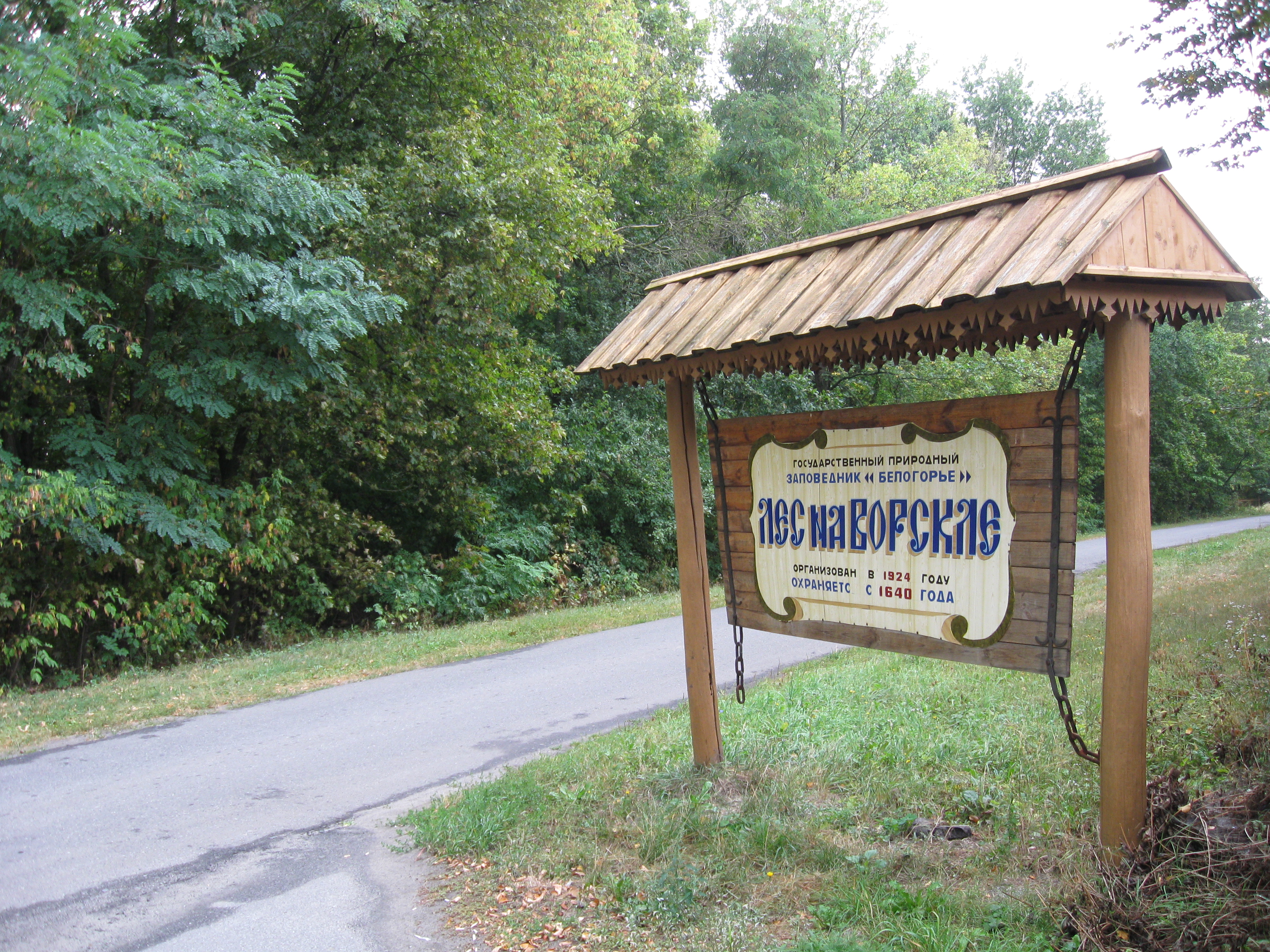
ورودی پارک
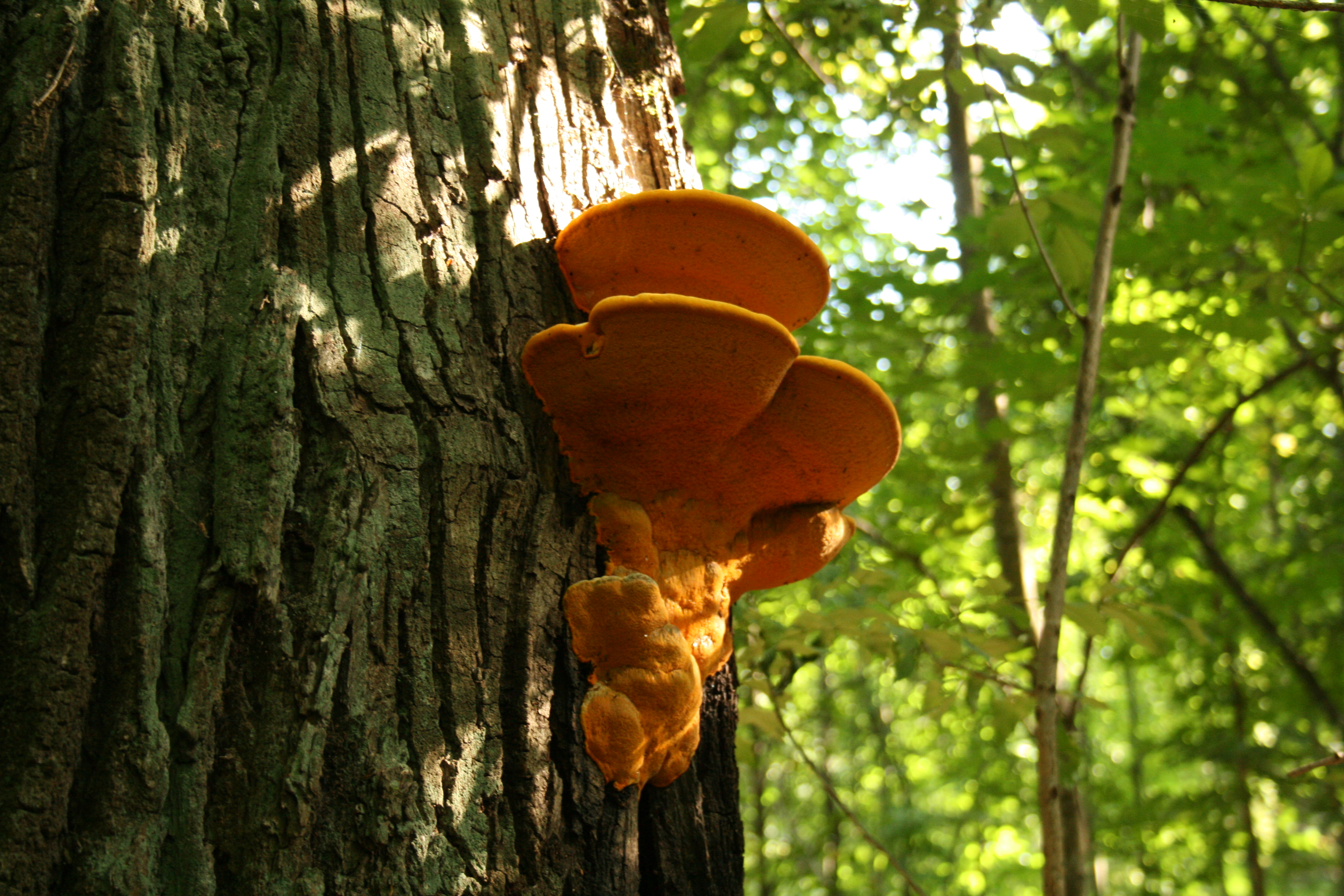
قارچ‌ها در پارک
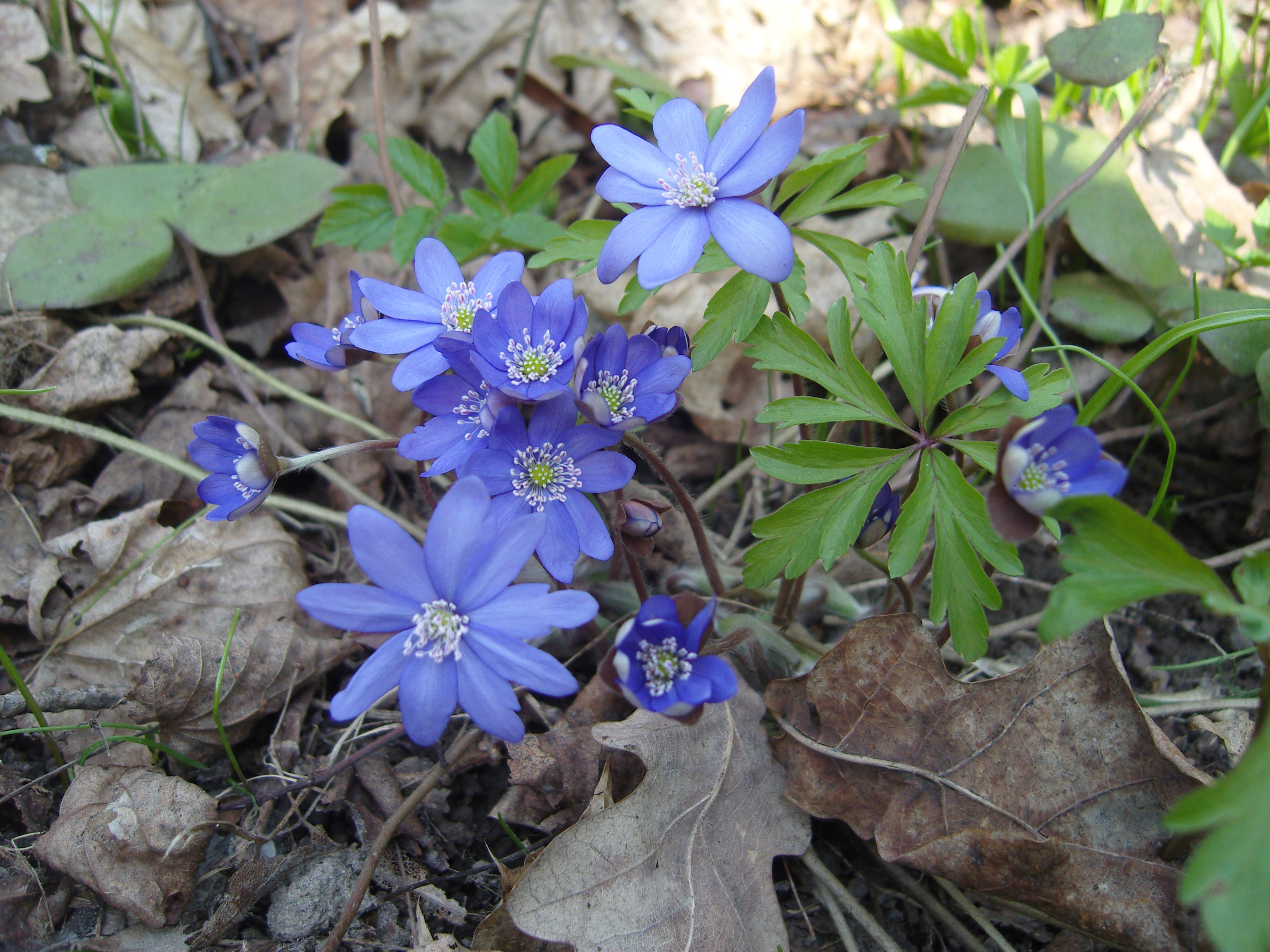
گل‌های وحشی در منطقه حفاظت‌شده
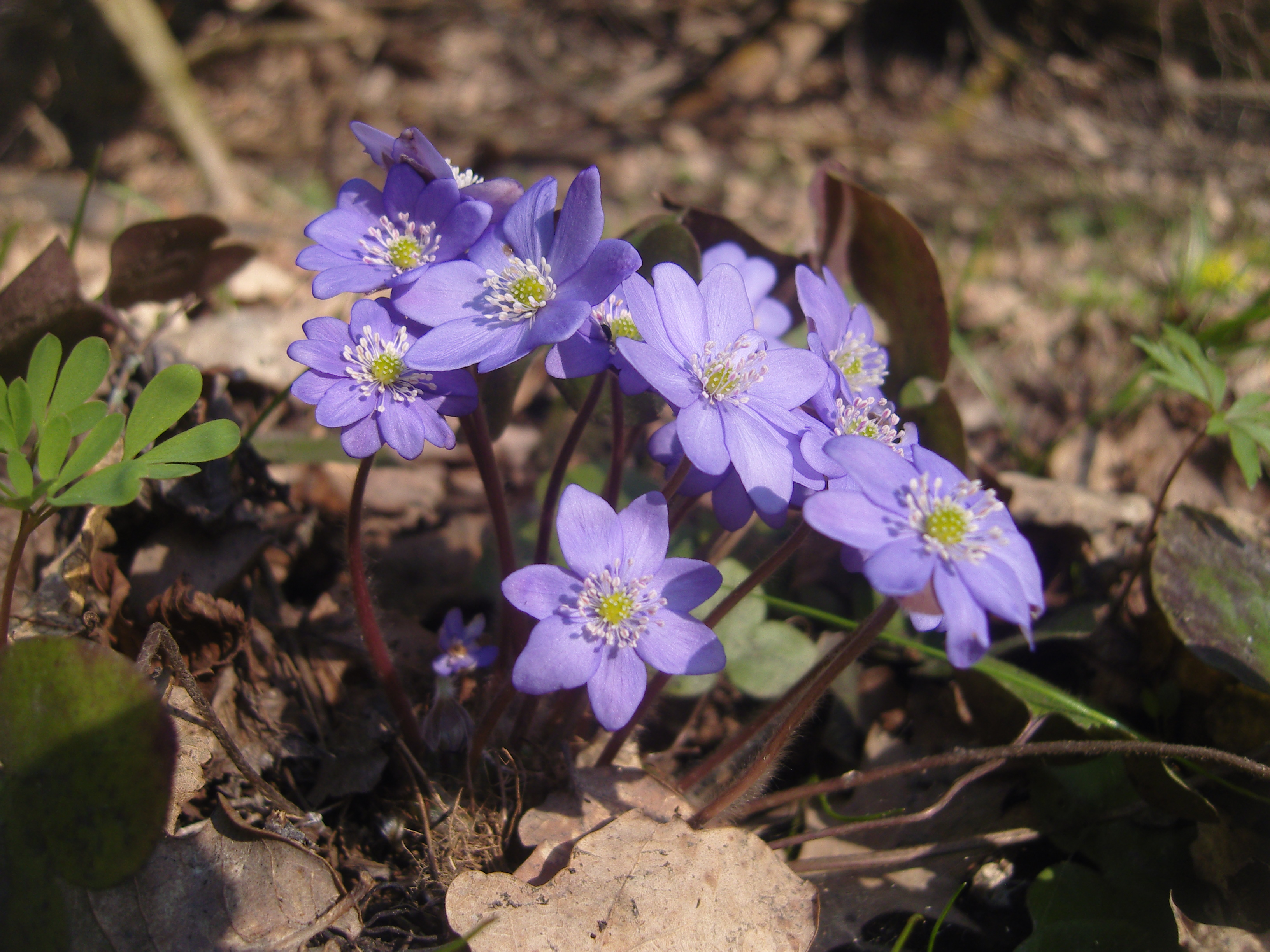
گل‌های وحشی در منطقه حفاظت‌شده